# 恋愛事情〜reasons of love〜
『恋愛事情〜reasons of love〜』（れんあいじじょう リーズンズ オブ ラブ）は、辛島美登里の8枚目のスタジオ・アルバム。1996年1月31日に東芝EMIよりリリースされた。
シングル「くちづけは永遠に終わらない」と同時発売。

## 概要
前作『Hello Goodbye』より11ヶ月ぶりとなるアルバム。
23rdシングル「愛すること」、24thシングル「くちづけは永遠に終わらない」収録。
2022年8月現在、辛島美登里のアルバムで3番目に売れたアルバム。

## 収録曲
| 全作詞: 辛島美登里（#3, 作詞: 松井五郎）、全作曲: 辛島美登里。 |                                                                                               |                                           |            |          |      |
| #                                                              | タイトル                                                                                      | 作詞                                      | 作曲・編曲 | 編曲     | 時間 |
| 1.                                                             | 「Friends」                                                                                   | 辛島美登里 [ 3 ] （#3, 作詞: 松井五郎 ）  | 辛島美登里 | 大村雅朗 | 4:21 |
| 2.                                                             | 「プロミス・タワー」                                                                          | 辛島美登里 [ 4 ] （#3, 作詞: 松井五郎 ）  | 辛島美登里 | 十川知司 | 4:31 |
| 3.                                                             | 「くちづけは永遠に終わらない」(24thシングル、テレビ朝日系『OH!エルくらぶ』エンディングテーマ) | 辛島美登里 [ 5 ] （#3, 作詞: 松井五郎 ）  | 辛島美登里 | 大村雅朗 | 4:20 |
| 4.                                                             | 「Be with you」(日本テレビ系『ザ・サンデー』エンディングテーマ)                               | 辛島美登里 [ 6 ] （#3, 作詞: 松井五郎 ）  | 辛島美登里 | 大村雅朗 | 4:22 |
| 5.                                                             | 「愛すること」(23rdシングル、NHKドラマ新銀河『ラスト・ラブ』主題歌)                           | 辛島美登里 [ 7 ] （#3, 作詞: 松井五郎 ）  | 辛島美登里 | 大村雅朗 | 4:39 |
| 6.                                                             | 「Woman」(25thシングル「あなたの愛になりたい」C/W)                                            | 辛島美登里 [ 8 ] （#3, 作詞: 松井五郎 ）  | 辛島美登里 | 十川知司 | 5:06 |
| 7.                                                             | 「彼女の雨」                                                                                  | 辛島美登里 [ 9 ] （#3, 作詞: 松井五郎 ）  | 辛島美登里 | 十川知司 | 6:00 |
| 8.                                                             | 「星に願いを」(24thシングル「くちづけは永遠に終わらない」C/W)                                 | 辛島美登里 [ 10 ] （#3, 作詞: 松井五郎 ） | 辛島美登里 | 大村雅朗 | 4:26 |
| 9.                                                             | 「哀しみのDestiny」                                                                           | 辛島美登里 [ 11 ] （#3, 作詞: 松井五郎 ） | 辛島美登里 | 十川知司 | 4:24 |
| 10.                                                            | 「Bouquet」                                                                                   | 辛島美登里 [ 12 ] （#3, 作詞: 松井五郎 ） | 辛島美登里 | 大村雅朗 | 7:29 |
| 合計時間:                                                      | 合計時間:                                                                                     | 合計時間:                                 | 49:38      |          |      |